# Тордхер
Тордхер (англ. Tordher) — город в провинции Хайбер-Пахтунхва, Пакистан, второй по численности в округе Сваби. Население — 28 773 чел. (на 2010 год).

## География
Невдалеке от города протекают две реки — Кабул и Инд.

## Население
По результатам переписи 1998 года в городе проживало 27 574 человек.